# Zaireichthys dorae
Zaireichthys dorae és una espècie de peix de la família dels amfílids i de l'ordre dels siluriformes.

## Morfologia
- Els mascles poden assolir 2,7 cm de longitud total.
- Nombre de vèrtebres: 37.[1][2]

## Hàbitat
És un peix d'aigua dolça i de clima tropical.

## Distribució geogràfica
Es troba a Àfrica: riu Luachimo (conca del riu Congo).